# Susú Pecoraro
Susana Raquel "Susú" Pecoraro (Buenos Aires, 4 de dezembro de 1952) é uma atriz argentina. Estreou no cinema em 1978 com um pequeno papel em Allá lejos y hace tiempo de Manuel Antin.